# Morten R. Pedersen
Morten R. Pedersen (født 1968) er vicekoncernchef for Falck A/S. Han har været ansat i Falck i to omgange – først fra 1992 til 1997 og igen fra 2000. Han har bl.a. været økonomidirektør for Falcks Redningskorps og finansdirektør for Falck A/S, inden han i 2008 blev udnævnt til vicekoncernchef.